# Gnathotriche eresia
Gnathotriche eresia är en fjärilsart som beskrevs av Johannes Karl Max Röber 1914. Gnathotriche eresia ingår i släktet Gnathotriche och familjen praktfjärilar. Inga underarter finns listade i Catalogue of Life.